# Philippe Huttenlocher
Philippe Huttenlocher (* 29. November 1942 in Neuchâtel) ist ein Schweizer Konzert- und Opernsänger (Bariton) und Dirigent.

## Leben
Huttenlocher studierte zunächst Violine in Neuchâtel, danach Gesang bei Juliette Bise am Konservatorium in Fribourg. 1967 erhielt er sein Konzertdiplom mit Auszeichnung. Im Internationalen Wettbewerb für Gesang in Bratislava gewann er 1972 den ersten Preis.
Huttenlocher arbeitete zuerst mit dem Ensemble vocal de Lausanne unter Michel Corboz zusammen, ab 1974 erfolgte eine enge Zusammenarbeit mit Helmuth Rilling, seit 1990 mit den Musiciens du Louvre unter Marc Minkowski. Sein Bühnendebüt gab er 1978 am Zürcher Opernhaus im Monteverdi-Zyklus mit der Titelpartie in L’Orfeo. Weitere Opernrollen waren u. a. Lucano in Monteverdis L’incoronazione di Poppea, Eumete in Monteverdis Il ritorno d’Ulisse in patria, Valentin in Gounods Faust, Guglielmo in Mozarts Così fan tutte und Golaud in Debussys Pelléas et Mélisande. Huttenlocher ist bekannt für seine Bach-Interpretationen. Sein künstlerisches Schaffen ist durch zahlreiche CD-Aufnahmen meist geistlicher Musik dokumentiert. Seit 1994 wirkt er auch als Chor- und Orchesterdirigent.
Im Spielfilm „Europa“ des dänischen Regisseurs Lars von Trier aus dem Jahr 1991 singt Huttenlocher gemeinsam mit Nina Hagen die Titelmusik Europa Aria.
Philippe Huttenlocher lebt in Neuchâtel und ist verheiratet mit der Sopranistin Danielle Borst.

## Aufnahmen (Auswahl)
- Marc-Antoine Charpentier: Te Deum, H. 146, Beatus vir, H. 224, Tenebrae facta sunt, H. 129. Chœur symphonique et Orchestre de la Fondation Gulbenkian de Lisbonne, unter der Leitung von Michel Corboz. LP. Erato 1977, report CD 1980.
- Marc-Antoine Charpentier: Le jugement dernier, H. 401, Beatus vir, H. 224. Chœur symphonique et Orchestre de la Fondation Gulbenkian de Lisbonne, unter der Leitung von Michel Corboz. LP Erato 1974, report CD Erato (H. 224 ersetzt durch H. 193) 1980.
- Marc-Antoine Charpentier: Messe pour les Trépassés, H. 2, Prose des morts, H. 12, Élèvation, H. 234, Motet pour les Trépassés à 8, H. 311, Miserere des Jésuites, H. 193. Chœur symphonique et Orchestre de la Fondation Gulbenkian de Lisbonne, unter der Leitung von Michel Corboz. 2 LP. Erato 1973, report CD Erato (ohne H. 193)
- Marc-Antoine Charpentier: David et Jonathas, H. 490. Paul Esswood, David; Colette Alliot-Lugaz, Jonathas; Philippe Huttenlocher, Saül; Roger Soyer, Achis; Antoine David, Joabel; René Jacobs, La Pythonisse; Pari Marinov, L’Ombre de Samuel; Maitrise de L’Opéra de Lyon, Enfants de la Cigale, de Lyon, et du lycée musical, English Bach Festival Baroque Orchestra, unter der Leitung von Michel Corboz. 2 CD. Erato, 1981.
- Jean-Joseph Cassanéa de Mondonville: Titon et l’Aurore. Jennifer Smith, Ann Monoyios, Jean-Paul Fouchécourt, Philippe Huttenlocher, Les Musiciens du Louvre,  unter der Leitung von Marc Minkowski. CD. Erato, 1992 (OCLC 39039271)
- Marin Marais: Alcione, Tragédie lyrique. Jennifer Smith, Gilles Ragon, Philippe Huttenlocher, Vincent Le Texier, Véronique Gens, Les Musiciens du Louvre, unter der Leitung von Marc Minkowski. 3 CDs. Erato, 1990.